# Quantitative Genetik
Die Quantitative Genetik befasst sich mit den erblichen Komponenten von Merkmalen, die auf einer kontinuierlichen Skala gemessen werden, z. B. Größe oder Gewicht.

## Geschichte
Einen frühen Versuch, Regeln für die Vererbung quantitativer Merkmale aufzustellen, unternahm Francis Galton 1889 in seiner Arbeit „Natural Inheritance“. Durch die im Jahr 1900 erfolgte Wiederentdeckung der Mendel'schen Regeln (durch Hugo de Vries und Carl Correns) tauchte bald ein Problem im Umkreis der Evolutionstheorie Darwins auf: Mendel zeigte, dass es „partikulare“ Erbfaktoren (heute Gene genannt) gibt, die in festgelegten Verhältnissen an die Nachkommen weitergegeben werden. Es war zunächst unklar, wie die natürliche Selektion eine kontinuierliche Veränderung eines Merkmals (z. B. die Größe einer Erbsenpflanze) bewirken kann, wenn die Erbfaktoren diskrete Einheiten (z. B. Blüte weiß oder rot) sind. Diesen scheinbaren Widerspruch konnte Ronald Fisher 1918 auflösen, indem er zeigte, dass durch das Zusammenwirken vieler Gene genau jene kontinuierlichen Verteilungen auftreten, die in der Natur beobachtet werden. Sewall Wright zeigte dann 1931, wie die natürliche Selektion das Genrepertoire, das zusammen ein Merkmal beeinflusst, verändern kann. 
In den folgenden Jahrzehnten wurden Methoden der quantitativen Genetik auch erfolgreich in der Tier- und Pflanzenzüchtung eingesetzt. In jüngster Zeit hat sich das methodische Arsenal, das Genetikern zur Verfügung steht, erheblich erweitert, so dass die Wissenschaftler nun nicht nur die Wirkungen der Gene auf ein Merkmal, sondern auch die molekularen Ursachen für die Unterschiede in den Genwirkungen untersuchen können. Von großer Bedeutung sind diese Methoden auch für die medizinische Grundlagenforschung, da zahlreiche erbliche Krankheiten von vielen Genen zugleich beeinflusst werden.

## Methoden

### Klassische quantitative Genetik
Ein wesentliches Ziel der klassischen quantitativen Genetik ist es, zwischen Umwelteinflüssen und genetischen Faktoren zu unterscheiden. Dazu betrachtet man meist die Varianz (V) des Merkmals unter der Annahme, dass es normalverteilt ist. 
Die Genetiker versuchen also, die beobachtete Varianz in ihre Komponenten zu zerlegen:
{\displaystyle V_{P}=V_{G}+V_{E}}
{\displaystyle V_{P}}: phänotypische Varianz
{\displaystyle V_{G}}: der Anteil an der phänotypischen Varianz, der durch genetische Unterschiede bedingt ist (oft problematisch „genetische Varianz“ genannt)
{\displaystyle V_{E}}: der Anteil an der phänotypischen Varianz, der durch Umwelteinflüsse bedingt ist
Die „genetische Varianz“ kann dann weiter aufgeschlüsselt werden, um z. B. Interaktionen von Genen untereinander oder von Genen mit Umweltfaktoren zu erforschen. 
{\displaystyle V_{G}=V_{A}+V_{D}}
{\displaystyle V_{A}}: additive „genetische Varianz“
{\displaystyle V_{D}}: Dominanzvarianz
Ein zweites wesentliches Konzept ist der sogenannte Erblichkeitskoeffizient und ist definiert als Anteil der „genetischen Varianz“ an der phänotypischen Varianz:
{\displaystyle h^{2}=V_{A}/V_{P}}.
Der Erblichkeitskoeffizient ist ein Maß für die Heritabilität und zeigt an, wie stark sich z. B. Eltern und Kinder aufgrund ihrer Verwandtschaft hinsichtlich eines Merkmals gleichen. 
Weitere Themen der klassischen quantitativen Genetik:
- natürliche und künstliche Selektion
- Effekte der Inzucht
- Korrelierte Merkmale

### Neuere Methoden
- QTL-Mapping

“Quantitative Trait Locus Mapping” ist eine Methode, um die Genorte zu finden, die ein Merkmal beeinflussen. Ähnlich wie bei der Kartierung einzelner Gene wird versucht, eine Kopplung von Phänotyp und Genotyp nachzuweisen. Da das untersuchte Merkmal kontinuierlich verteilt ist, ist diese Kopplung oft schwer nachzuweisen, insbesondere wenn ein Genort nur einen schwachen Effekt auf das Merkmal hat. Statistische Methoden (z. B. die Maximum-Likelihood-Methode) erlauben eine Aussage über die Wahrscheinlichkeit, dass ein bestimmter Genort das Merkmal beeinflusst. Das endgültige Ziel eines QTL-Experiments ist es, diejenigen Nukleotide (Bausteine) der DNA zu finden, die die Wirkung des Gens verändern.